# دیدارهای فوتبال آذربایجان و ایران
تیم ملی ایران و تیم ملی آذربایجان تاکنون ۳ بار در مقابل یکدیگر قرار گرفته‌اند. حاصل این بازیها، ۲ پیروزی برای تیم ایران و ۱ تساوی بوده است.
در این بازیها جمعاً ۶ گل به ثمر رسیده است که سهم تیم ایران ۴ گل و سهم تیم آذربایجان ۲ گل می‌باشد.
تمام بازی‌های دو تیم به صورت دوستانه بوده‌است.

## اولین بازی
اولین بازی بین این دو تیم در تاریخ نوزدهم مرداد ۱۳۸۱ در یک بازی دوستانه در  ورزشگاه آزادی تهران برگزار شد و با نتیجه ۱ بر ۱ به پایان رسید.

## بررسی کلی بازیها
| بردهای ایران     | ۲ بازی |                 | گل‌های ایران | ۴ گل                             |        | بازی‌های برگزار شده در ایران | ۳ بازی |
| مساوی            | ۱ بازی | گل‌های آذربایجان | ۲ گل        | بازی‌های برگزار شده در کشور بی‌طرف | ۰ بازی |                             |        |
| بردهای آذربایجان | ۰ بازی |                 |             | بازی‌های برگزار شده در آذربایجان  | ۰ بازی |                             |        |
| مجموع بازی‌ها     | ۳ بازی | مجموع گل‌ها      | ۶ گل        | مجموع بازی‌ها                     | ۳ بازی |                             |        |

## عنوان بازیها
| #   | عنوان بازی | تعداد بازی | برد ایران | برد آذربایجان | مساوی |
| --- | ---------- | ---------- | --------- | ------------- | ----- |
| ۱   | دوستانه    | ۳          | ۲         | ۰             | ۱     |
| جمع | جمع        | ۳          | ۲         | ۰             | ۱     |

## گلزنان

### گلزنان تیم ملی ایران
- ۱ گل : علی کریمی – فریدون زندی – جواد نکونام

### گلزنان تیم ملی آذربایجان
- ۱ گل : فرخ اسماعیل‌اف – قربان قربان‌اف